# Gare de Francfort-Ostendstraße
Pour les articles homonymes, voir Gare de Francfort.
La gare de Francfort-Ostendstraße est une gare ferroviaire souterraine allemande de la City-Tunnel Frankfurt (de) accessible par la rue Uhlandstraße à Francfort-sur-le-Main dans le Land de Hesse. Elle dessert notamment le nouveau siège de la Banque centrale européenne.
Elle est mise en service en 1990.

## Situation ferroviaire
La gare souterraine de Francfort-Ostendstraße est située au point kilométrique (PK) de la City-Tunnel Frankfurt (de), entre les gares de Francfort-Konstablerwache et de Francfort-Lokalbahnhof ou de Francfort-Mühlberg.

## Histoire
Elle est mise en service en 1990 sur la ligne souterraine de Konstablerwache jusqu'à Südbahnhof.

## Service des voyageurs

### Intermodalité

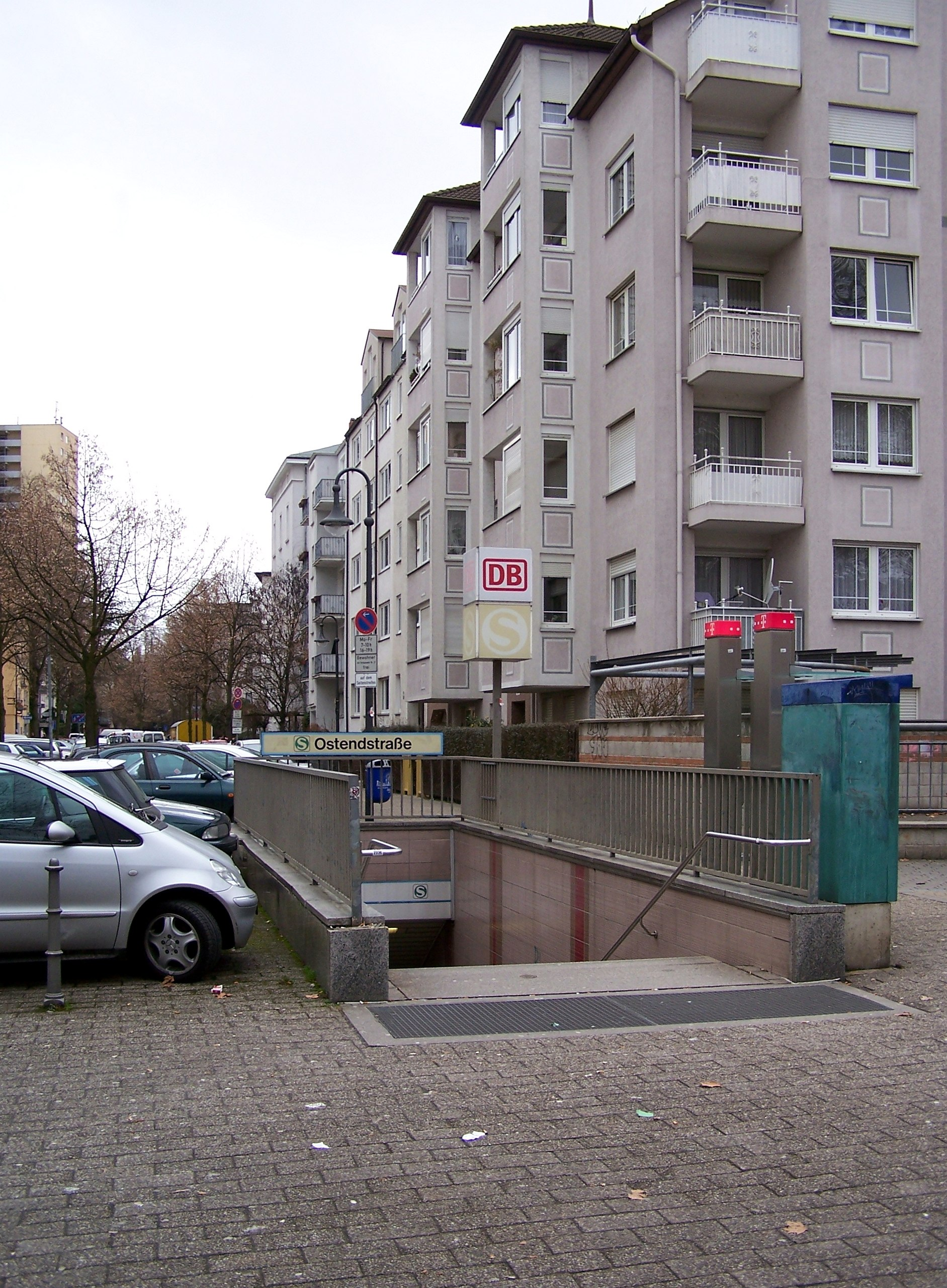
Un accès.
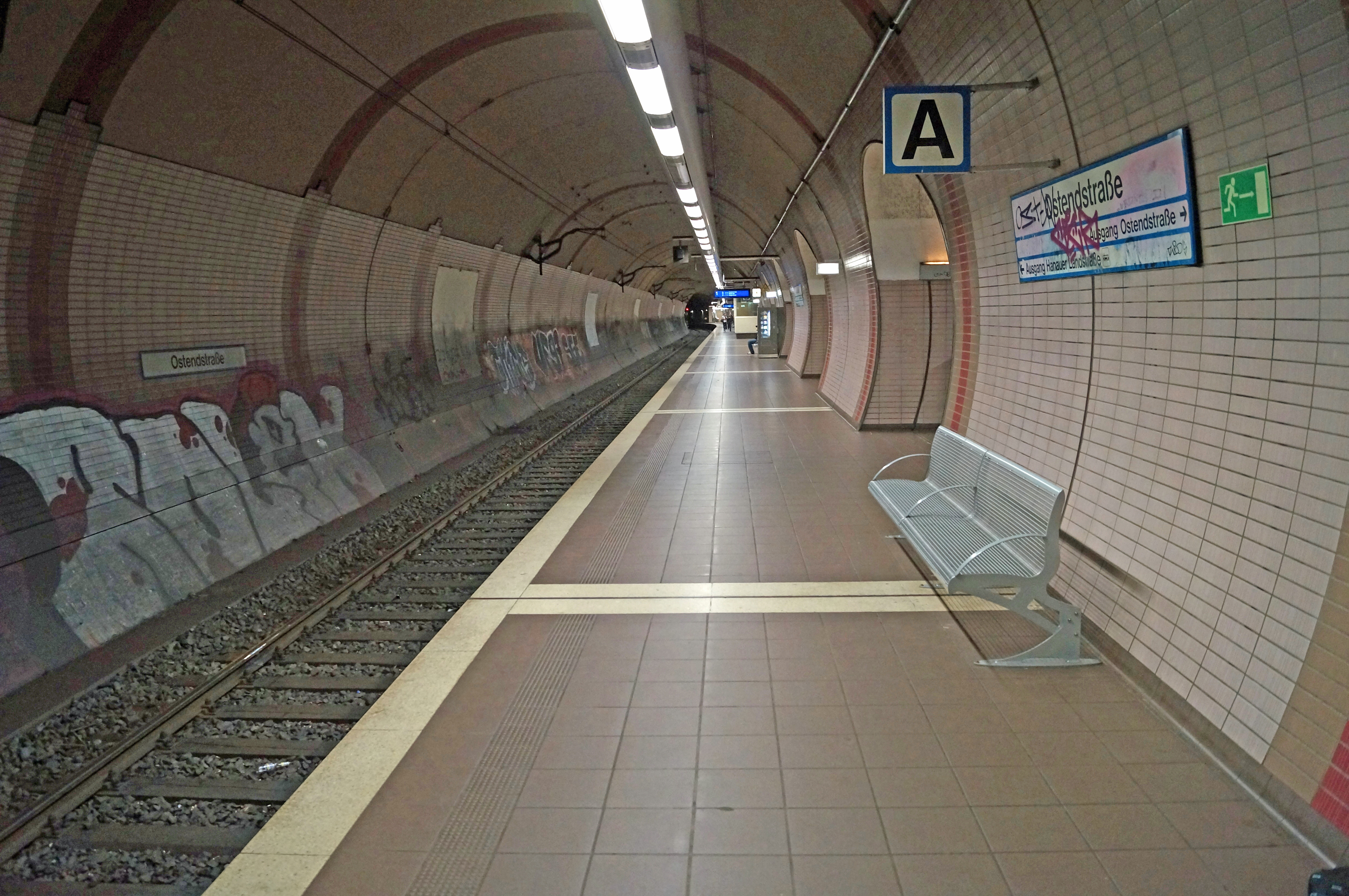
L'une des voies et le quai.
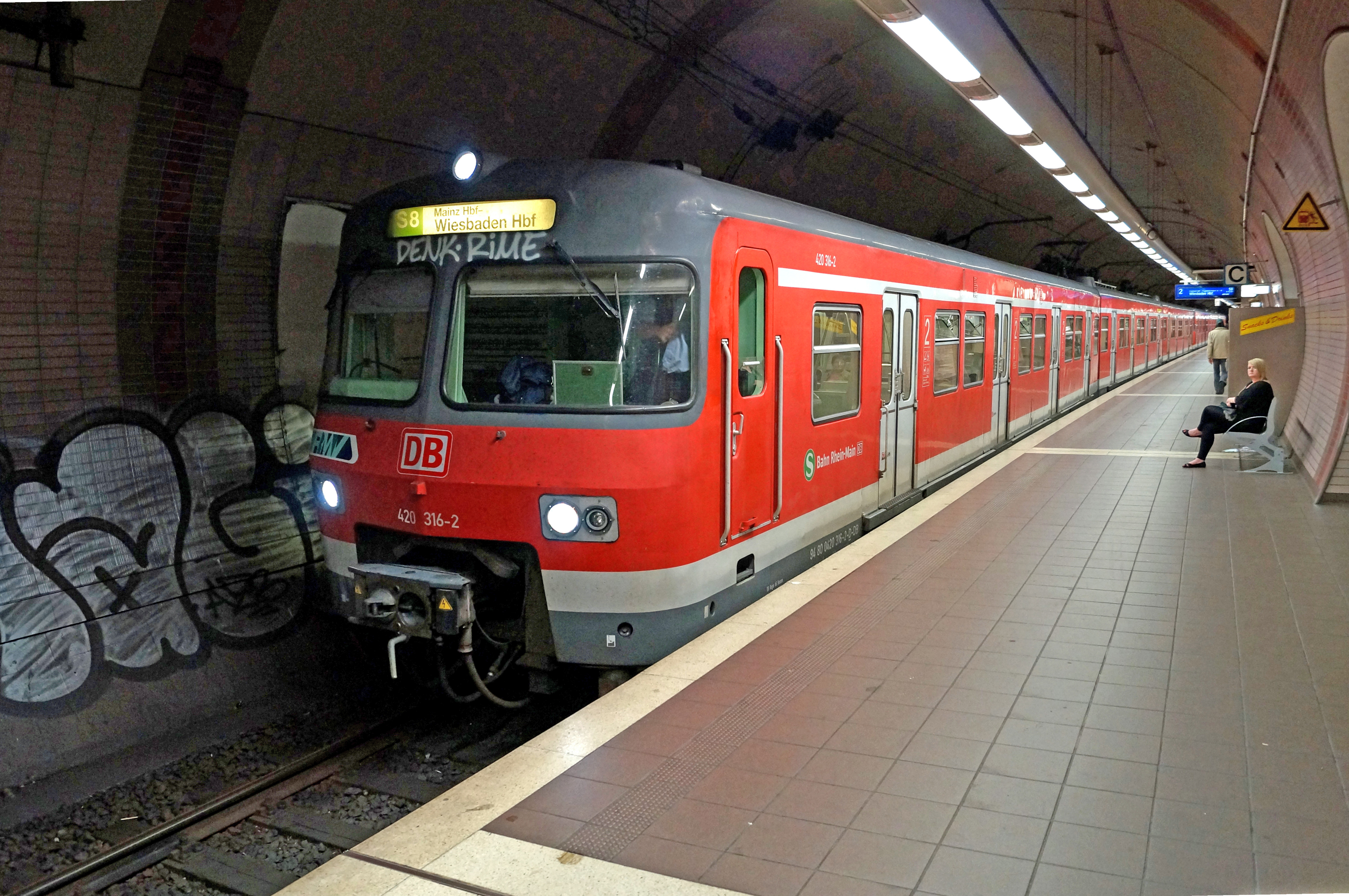
Desserte.